# میخائل میکیچ
میخائل میکیچ (کرواتی: Mihael Mikić؛ زادهٔ ۶ ژانویهٔ ۱۹۸۰) بازیکن سابق و مربی فوتبال اهل کرواسی است.
از باشگاه‌هایی که در آن بازی کرده‌است می‌توان به باشگاه فوتبال رییکا، باشگاه فوتبال سانفریس هیروشیما، باشگاه فوتبال اینتر زاپرشیچ، باشگاه فوتبال دینامو زاگرب، و باشگاه فوتبال کایزرسلاوترن اشاره کرد.
وی همچنین در تیم‌های ملی فوتبال زیر ۱۹ سال کرواسی و زیر ۲۱ سال کرواسی بازی کرده‌است.